# Bogdan Artymowicz
Bogdan Artymowicz (ur. 1976) – polski urzędnik państwowy, radca prawny, od 2016 do 2017 p.o. prezesa Prokuratorii Generalnej.
Ukończył studia prawnicze na Uniwersytecie Gdańskim. Uzyskał uprawnienia radcy prawnego. Prowadzi wykłady na podyplomowych studiach na Uniwersytecie Jagiellońskim oraz z prawa zamówień publicznych na Uniwersytecie Warmińsko-Mazurskim. Członek Regionalnej Komisji Orzekającej w sprawach o naruszenie dyscypliny finansów publicznych przy Regionalnej Izbie Obrachunkowej w Krakowie.
Od 2003 roku pracował jako dyrektor Departamentu Zamówień Publicznych i Udzielania Zezwoleń w Urzędzie Wojewódzkim w Olsztynie. W 2010 powołany na członka Krajowej Izby Odwoławczej. 1 sierpnia 2014 roku powołany na stanowisko wiceprezesa Prokuratorii Generalnej, sprawował funkcję jej prezesa tymczasowo od grudnia 2015 do 29 stycznia 2016 roku. W lutym 2016 powołany na wiceprezesa i dyrektora Departamentu Prawnego Urzędu Zamówień Publicznych.